# Vikram Chandra
Vikram Chandra (hin. विक्रम चन्द्र, ur. 23 lipca 1961 w Nowym Delhi) – uważany za jednego z czołowych pisarzy indyjskich. Uczył się w Mayo College w Adźmer, Radżastanie (Indie), ale ukończył z wyróżnieniem kierunek pisania twórczego w Pomona College w Claremont w Kalifornii. W Nowym Jorku studiował na Columbia University. Tam też w oparciu o znalezioną w bibliotece autobiografię legendarnego żołnierza indyjsko-angielskiego działającego pod pseudonimem Sikander napisał swoją pierwszą powieść Red Earth and Pouring Rain.
Żonaty z pisarką Melanie Abrams. Oboje nauczają twórczego pisania w Uniwersytet Kalifornijski w Berkeley dzieląc swoje życie między Mumbaj w Indiach i Oakland w Kalifornii.
Chandra urodził się w Nowe Delhi w 1961 roku. Jego ojciec, Navin Chandra. Matka Kamna Chandra, autorka kilku scenariuszy filmowych i sztuk teatralnych. Najbardziej znane: Prem Rog i 1942: A Love Story. Jedna z jego sióstr, Tanuja Chandra, scenarzystka i reżyser filmowy (Dushman, Zindaggi Rocks i Sangharsh). Inna z sióstr Anupama Chopra jest krytykiem filmowym.

## Twórczość
- Red Earth and Pouring Rain – pierwsza powieść Chandry, napisana w oparciu o autobiografię Jamesa Skinnera, angielsko-indyjskiego żołnierza z XIX wieku. Commonwealth Writers Prize za najlepszy debiut i nagrodę the David Higham Prize for Fiction. Tytuł powieści z klasycznego miłosnego poematu tamilskiego Kuruntokai.
- Miłość i tęsknota w Bombaju (Love and Longing in Bombay) – zbiór opowiadań opublikowany w 1997 roku. Nagrodzony Commonwealth Writers Prize for Best Book (Eurasia region).
- W 2000 roku Vikram był z Suketu Mehta współscenarzystą bollywoodzkiego filmu Misja w Kaszmirze (w reżyserii jego szwagra Vidhu Vinod Chopra z Hrithik Roshanem i Preity Zinta).
- Święte gry („Sacred Games”) to ostatnia powieść Vikrama Chandry (z 2006 roku). Jej akcja rozgrywa się w Mumbaju, a bohaterem jest policjant Sartaj Singh, który wystąpił już w jego drugiej książce „Miłość i tęsknota w Bombaju”. 900-stronicowa książka została nazwana indyjskim"Ojcem chrzestnym”. Wyróżniono ją licznymi nagrodami: „Books of the Year” („The Independent” Wielka Brytania), „Books of the Year” („Financial Times” Wielka Brytania), Best Fiction of 2006 („Guardian” USA), 10 Best Asian Books of 2006 („Time” Asia Edition) i Hutch Crossword Award for English Fiction.